# Roy Webb
Pour les articles homonymes, voir Webb.

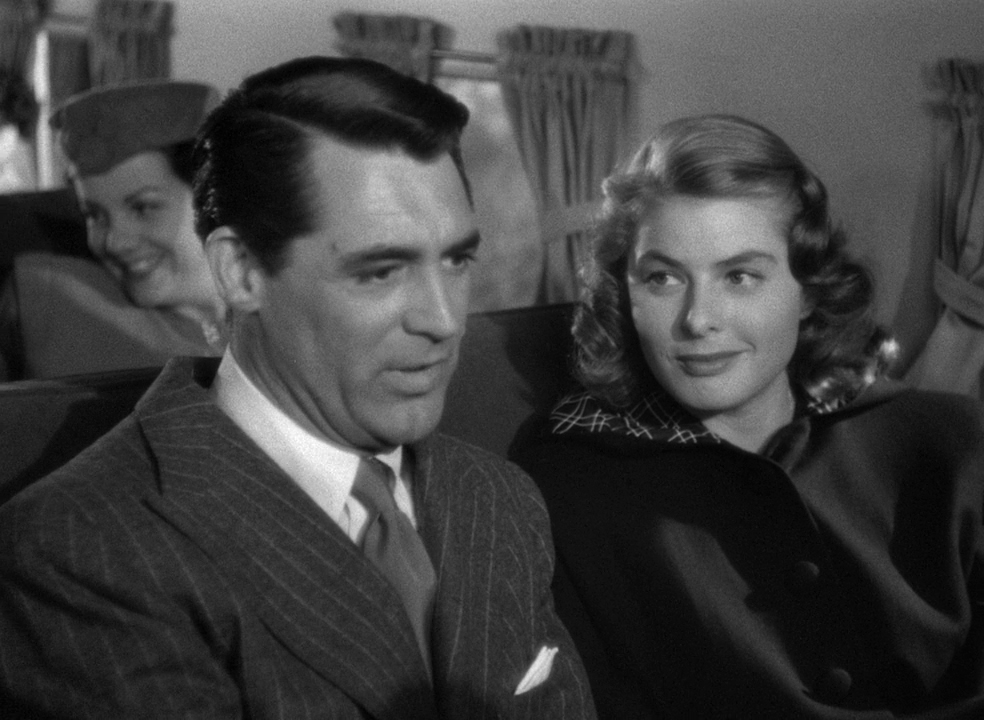
Les Enchaînés (1946) :
Cary Grant et Ingrid Bergman

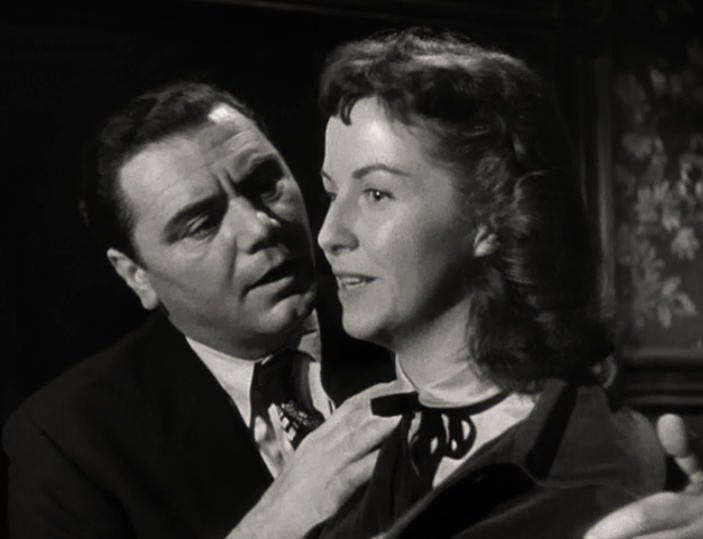
Marty (1955) :
Ernest Borgnine et Betsy Blair

Roy Webb (parfois crédité Roy K. Webb) est un compositeur américain, né le 3 octobre 1888 à New York et mort d'une crise cardiaque le 10 décembre 1982 à Santa Monica (Californie).

## Biographie
Au théâtre, à Broadway, entre 1913 et 1932, Roy Webb intervient sur plusieurs productions (surtout des comédies musicales, dont les musiques sont signées Jerome Kern, Irving Berlin, Richard Rodgers...), principalement comme orchestrateur et/ou directeur musical. Mais il est également l'auteur, en 1913, d'une musique additionnelle pour When Dreams Come True (sa première contribution à Broadway), en 1918, d'une musique de scène pour A Fantasy Trench et, toujours en 1918, coauteur avec son frère, le réalisateur Kenneth S. Webb (1892-1966), de deux pièces,  The Best Sellers Revujenation et Art.
Il intègre la RKO Pictures en 1929 et durant les années 1930-1940, travaille sur de nombreux films comme directeur musical. Dès le début des années 1930 toutefois, il compose des musiques de films (souvent sans être crédité, surtout à ses débuts). On lui doit, entre autres, les partitions de plusieurs films noirs et films d'horreur (ces derniers étant à la RKO, dans les années 1940, une spécialité du producteur Val Lewton). Il contribue à un dernier film en 1958.

## Filmographie partielle
- 1930 : Inside the Lines de Roy Pomeroy
- 1933 : Haute Société (Our Betters) de George Cukor
- 1933 : Le Phalène (Christopher Strong) de Dorothy Arzner
- 1933 : Dans la purée de Londres (Blind Adventure) de Ernest B. Schoedsack
- 1933 : Ann Vickers de John Cromwell
- 1933 : Topaze d'Harry d'Abbadie d'Arrast
- 1934 : Miss Carrott (Anne of Green Gables) de George Nichols Jr.
- 1934 : This Man Is Mine de John Cromwell
- 1935 : Les Derniers Jours de Pompéi (The Last Days of Pompei) d'Ernest B. Schoedsack
- 1935 : Collège rythme (Old Man Rhythm) de Edward Ludwig
- 1935 : The Rainmakers (en) de Fred Guiol
- 1936 : Silly Billies de Fred Guiol
- 1936 : L'Homme nu (Love on a Bet) de Leigh Jason
- 1936 : Révolte à Dublin (The Plough and the Stars) de John Ford
- 1936 : Chatterbox de George Nichols Jr.
- 1936 : Le Mystère de Mason Park (Two in the Dark) de Benjamin Stoloff
- 1937 : Pour un baiser (Quality Street) de George Stevens
- 1937 : SOS vertu ! (Wise Girl) de Leigh Jason
- 1937 : Vol de zozos (High Flyers) d'Edward F. Cline
- 1937 : Les Démons de la mer (Sea Devils) de Benjamin Stoloff
- 1938 : L'Impossible Monsieur Bébé (Bringing up Baby) d'Howard Hawks
- 1938 : Vacances payées (Having Wonderful Time) d'Alfred Santell
- 1938 : Mariage incognito (Vivacious Lady) de George Stevens
- 1938 : Night Spot  de Christy Cabanne
- 1938 : Ah ! ces vedettes ! (The Affairs of Annabel) de Benjamin Stoloff
- 1939 : Elle et lui (Love Affair) de Leo McCarey
- 1939 : L'Autre (In Name Only) de John Cromwell
- 1939 : Career de Leigh Jason
- 1939 : Quels seront les cinq ? (Five Came Back) de John Farrow
- 1939 : Un ange en tournée (5th Avenue Girl) de Gregory La Cava
- 1939 : Full Confession de John Farrow
- 1940 : A Bill of Divorcement, de John Farrow
- 1940 : Mexican Spitfire Out West de Leslie Goodwins
- 1940 : Kitty Foyle de Sam Wood
- 1940 : Laddie de Jack Hively
- 1941 : Ses trois amoureux (Tom Dick and Harry) de Garson Kanin
- 1942 : Jeanne de Paris (Joan of Paris) de Robert Stevenson
- 1942 : Tamara de Tahiti (The Tuttles of Tahiti) de Charles Vidor
- 1942 : Ma femme est une sorcière (I Married a Witch) de René Clair
- 1942 : La Marine triomphe (The Navy Comes Through) de A. Edward Sutherland
- 1942 : La Féline (Cat People) de Jacques Tourneur
- 1942 : Au coin de la Quarante-Quatrième rue (The Mayor of 44th Street) d'Alfred E. Green
- 1942 : Sept Jours de perm (Seven Days' Leave) de Tim Whelan
- 1942 : Obliging Young Lady de Richard Wallace
- 1943 : Vaudou (I Walked with a Zombie) de Jacques Tourneur
- 1943 : L'Homme-léopard (The Leopard Man) de Jacques Tourneur
- 1943 : Les Enfants d'Hitler (Hitler's Children) d'Edward Dmytryk
- 1943 : Mr. Lucky d'H. C. Potter
- 1943 : Face au soleil levant (Behind the Rising Sun) d'Edward Dmytryk
- 1943 : Le Faucon pris au piège (The Falcon Strikes Back) d'Edward Dmytryk
- 1943 : La Fille et son cow-boy (A Lady Takes a Chance) de William A. Seiter
- 1943 : Nid d'espions (The Fallen Sparrow) de Richard Wallace
- 1943 : Bombardier de Richard Wallace
- 1943 : La Septième Victime (The Seventh Victim) de Mark Robson
- 1943 : Le Vaisseau fantôme (The Ghost Ship) de Mark Robson
- 1943 : Petticoat Larceny de Ben Holmes (en)
- 1944 : La Septième Croix (The Seventh Cross) de Fred Zinnemann
- 1944 : Action in Arabia de Léonide Moguy
- 1944 : Lona la sauvageonne (Rainbow Island) de Ralph Murphy
- 1944 : L'Amazone aux yeux verts (Tall in the Saddle) d'Edwin L. Marin
- 1944 : Adieu, ma belle (Murder, My Sweet) d'Edward Dmytryk
- 1944 : Angoisse (Experiment Perilous) de Jacques Tourneur
- 1945 : Trahison japonaise (Betrayal from the East) de William Berke
- 1945 : Two O'Clock Courage d'Anthony Mann
- 1945 : Zombies on Broadway de Gordon Douglas
- 1945 : Dick Tracy de William Berke
- 1945 : Le Récupérateur de cadavres (The Body Snatcher) de Robert Wise
- 1945 : Retour aux Philippines ( Back to Bataan) d'Edward Dmytryk
- 1945 : Sing Your Way Home d'Anthony Mann
- 1945 : Pris au piège (Cornered) d'Edward Dmytryk
- 1945 : Deux Mains, la nuit (The Spiral Staircase) de Robert Siodmak
- 1945 : Le Charme de l'amour (Those Endearing Young Charms)
- 1946 : Bedlam de Mark Robson
- 1946 : The Well-Groomed Bride de Sidney Lanfield
- 1946 : Sans réserve (Without Reservations) de Mervyn LeRoy
- 1946 : La Ville des sans-loi (Badman's Territory) de Tim Whelan
- 1946 : Les Enchaînés (Notorious) d'Alfred Hitchcock
- 1946 : Le Médaillon (The Locket) de John Brahm
- 1947 : Sinbad le marin (Sinbad the Sailor) de Richard Wallace
- 1947 : Ils ne voudront pas me croire (They Won't Believe Me) d'Irving Pichel
- 1947 : Feux croisés (Crossfire) d'Edward Dmytryk
- 1947 : La Cité magique (Magic Town) de William A. Wellman
- 1947 : Éternel Tourment (Cass Timberlane) de George Sidney
- 1947 : Pendez-moi haut et court ou La Griffe du passé (Out of the Past) de Jacques Tourneur
- 1948 : Tendresse (I Remember Mama) de George Stevens
- 1948 : Ciel rouge (Blood on the Moon) de Robert Wise
- 1949 : Monsieur Joe (Mighty Joe Young) d'Ernest B. Schoedsack
- 1949 : La Vie facile (Easy Living) de Jacques Tourneur
- 1949 : Ma bonne amie Irma (My Friend Irma), de George Marshall
- 1949 : Une incroyable histoire (The Window) de Ted Tetzlaff
- 1949 : Mariage compliqué (Holiday Affair), de Don Hartman
- 1949 : J'ai épousé un hors-la-loi (Bad Men of Tombstone)
- 1950 : Fureur secrète (The Secret Fury) de Mel Ferrer
- 1950 : Voyage sans retour (Where Danger Lives) de John Farrow
- 1950 : Marqué au fer (Branded) de Rudolph Maté
- 1950 : La Tour blanche (The White Tower) de Ted Tetzlaff
- 1950 : Vengeance corse (Vendetta) de Mel Ferrer
- 1951 : Jeu, set et match (Hard, Fast and Beautiful) d'Ida Lupino
- 1951 : Les Diables de Guadalcanal (Flying Leathernecks) de Nicholas Ray
- 1951 : Baïonnette au canon (Fixed Bayonets) de Samuel Fuller
- 1952 : Le démon s'éveille la nuit (Clash by Night) de Fritz Lang
- 1952 : Les Indomptables (The Lusty Men) de Nicholas Ray
- 1953 : Commérages (Affair with a Stranger) de Roy Rowland
- 1953 : Houdini le grand magicien (Houdini) de George Marshall
- 1953 : Passion sous les tropiques (Second Chance) de Rudolph Maté
- 1954 : Belle mais dangereuse (She Couldn't Say No) de Lloyd Bacon
- 1954 : Le Raid (The Raid) d'Hugo Fregonese
- 1954 : Track of the Cat de William A. Wellman
- 1955 : La Vénus des mers chaudes (Underwater) de John Sturges
- 1955 : Marty de Delbert Mann
- 1955 : Le Renard des océans (The Sea Chase) de John Farrow
- 1955 : Rendez-vous sur l'Amazone (The Americano) de William Castle
- 1955 : Bengazi (en) de John Brahm
- 1955 : L'Allée sanglante (Blood Alley) de William A. Wellman
- 1956 : Attaque à l'aube (en) (The First Texan) de Byron Haskin
- 1956 : The Girl He Left Behind de David Butler
- 1957 : Affaire ultra-secrète (Top Secret Affair) d'H. C. Potter
- 1957 : Le Vengeur (Shoot-out at Medecine-Bend) de Richard L. Bare
- 1958 : Le Chouchou du professeur (Teacher's Pet) de George Seaton

## Théâtre (à Broadway)
(comédies musicales, sauf mention contraire)
- 1913 : Le Complot manqué (en), musique de Silvio Hein, livret et lyrics de Philippe Bartholomae, musique additionnelle de Roy Webb, avec Joseph Santley
- 1918 : A Trench Fantasy, pièce de (et interprétée par) Percival Knight, musique de scène de Roy Webb
- 1918 : The Best Sellers, pièce de Kenneth S. Webb et Roy Webb
- 1918 : Revujenation Art's, pièce de Kenneth S. Webb et Roy Webb
- 1922-1923 : Music Box Revue of 1922, musique, paroles et livret d'Irving Berlin, orchestrateurs divers dont Roy Webb, avec Charlotte Greenwood
- 1923-1924 : Stepping Stones, musique de Jerome Kern, livret de R.H. Burnside et Anne Caldwell, paroles de cette dernière, orchestrations de Robert Russell Bennett, direction musicale (en alternance) de Victor Baravelle et Roy Webb
- 1926-1927 : Peggy-Ann, de Richard Rodgers, livret de Herbert Fields, paroles de Lorenz Hart, orchestrations et direction musicale de Roy Webb
- 1927-1928 : Ziegfeld Follies de 1927, musique et paroles d'Irving Berlin, livret de Harold Atteridge et Eddie Cantor, orchestrateurs divers, dont Ferde Grofé et Roy Webb, avec Eddie Cantor
- 1927-1928 : A Connecticut Yankee, d'après Mark Twain, musique de Richard Rodgers, livret de Herbert Fields, paroles de Lorenz Hart, chorégraphie de Busby Berkeley, orchestrations de Roy Webb
- 1928 : Present Arms, de Richard Rodgers, livret de Herbert Fields, paroles de Lorenz Hart, chorégraphie de Busby Berkeley, direction musicale de Roy Webb, avec Busby Berkeley
- 1928 : Chee-Chee, de Richard Rodgers, livret de Lew M. Fields, paroles de Lorenz Hart, orchestrations et direction musicale de Roy Webb
- 1929 : Lady Fingers, musique de Joseph Meyer, livret d'Eddie Buzzell, paroles d'Edward Eliscu, orchestrations de Hans Spialek (en) et Roy Webb, direction musicale de ce dernier, avec Ruth Gordon
- 1932 : There You Are, de William Heagny, livret de Carl Bartfield, paroles de William Heagny et Tom Connell, orchestrations d'Irving Schloss et Roy Webb